# 淡中忠郎
淡中 忠郎 （たんなか ただお、1908年12月27日 - 1986年10月25日 ）は日本の数学者。専門は代数学。
愛媛県松山市生まれ。東北帝国大学卒。1945年東北帝国大学教授、後に東北学院大学教授を務めた。ポントリャーギン双対性をコンパクト群へ拡張した淡中-クラインの双対定理で著名。
この定理はグロタンディークによる淡中圏の概念へと発展した。
東京出版の月刊誌『大学への数学』で、「数学雑談」という連載記事の執筆を1960年（昭和35年）から晩年まで担当していた。